# Nephoptera dezfouliani
Nephoptera dezfouliani är en insektsart som beskrevs av Mirzayans och Morales-agacino 1972. Nephoptera dezfouliani ingår i släktet Nephoptera och familjen vårtbitare. Inga underarter finns listade i Catalogue of Life.